# Герб Лієпаї
Герб Лі́єпаї (латис. Liepājas ģerbonis) — один з офіційних символів міста Лієпая в Латвії.  У срібному полі на зеленій базі червоний лев з роздвоєним хвостом та висунутим язиком, що спирається передніми лапами на зелену липу. Червоний лев є символом Курляндії і означає приналежність міста до цього історичного регіону. Зображення липи вказує на походження назви міста (латис. liepa — липа). 

## Історія
Герб Лібау був затверджений 22 березня 1625 року, через чотири дні після надання місту самоврядування Фрідріхом Кеттлером, герцогом Курляндії і Семигалії. Збереглась міська печатка 1625 року із зображенням герба, використана у статуті. Зображення лева та липи як символів міста крім печаток зустрічалось також на міських прапорах.
Герб Лібави у складі Російської імперії було затверджено 11 березня 1846 року у французькому щиті разом з іншими гербами губернії:
| У синьому полі золотий лев з подвійним піднятим хвостом та висунутим червоним язиком, що стоїть на задніх лапах і спирається передніми на зелену липу. |
У 1867 році було розроблено проект герба Лібави авторства Б. В. Кене. В лазуровому полі розміщувався золотий лев з червоними очима, що впирався лапами в зелену липу. У правому верхньому куті був зображений герб Курляндської губернії. Щит увінчувався срібною міською короною з трьома вежками; за ним мали розміщуватись два золотих перехрещених якорі, перевиті Олександрівською стрічкою. Затвердження проект не отримав.
В 1925 році історичний герб Лієпаї було перезатверджено президентським декретом. Автор — художник Р. Заріньш.
В радянський час неофіційно використовувались дві міські емблеми. На сувенірних значках зображувався іспанський щит, перетятий навпіл на дві рівні частини. У лівій його частині на червоному тлі знаходилась срібна липа, в правій на срібному тлі — червоний корабель; під ними — стилізоване зображення хвиль (на зразок прапора Латвійської РСР); над щитом — назва міста латиською мовою. На сірникових етикетках місцевої фабрики «Балтія» наприкінці 1960-х років зображувалась червона емблема Лієпаї з золотою липою.
Рішенням № 296 Лієпайської міської ради від 27 травня 1988 року історичний герб міста було вдруге перезатверджено. За іншими даними, це відбулось в 1993 році. Авторами сучасного герба були художники Ю. Іванов, Г. Кірке та Л. Шенбергс.

## Галерея

Герб Лібау 1625
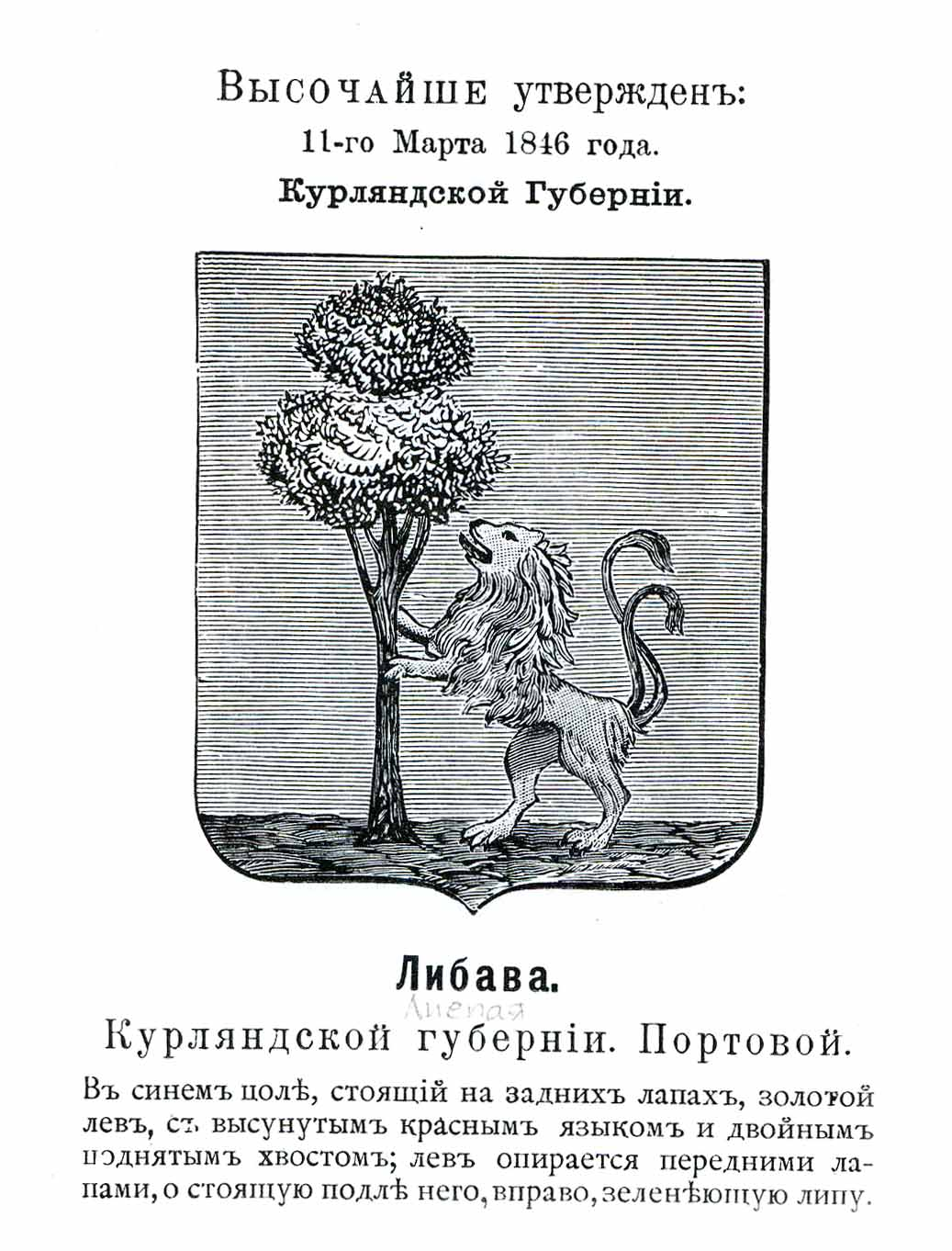
Герб Лібави 1846
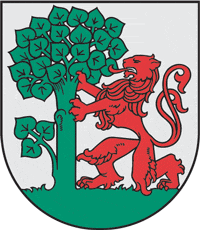
Герб Лієпаї 1988

## Цікаві факти
- У 2006 році на стіні церкви Святої Анни під час реставрації було знайдено зображення міського герба. Герб був виконаний на синьому тлі, що символізувало срібло; його створення датують 1872—1873 роками.[2]